# Echinopsis mirabilis
Echinopsis mirabilis es una especies de cactus del género Echinopsis. Es endémica de  Argentina.

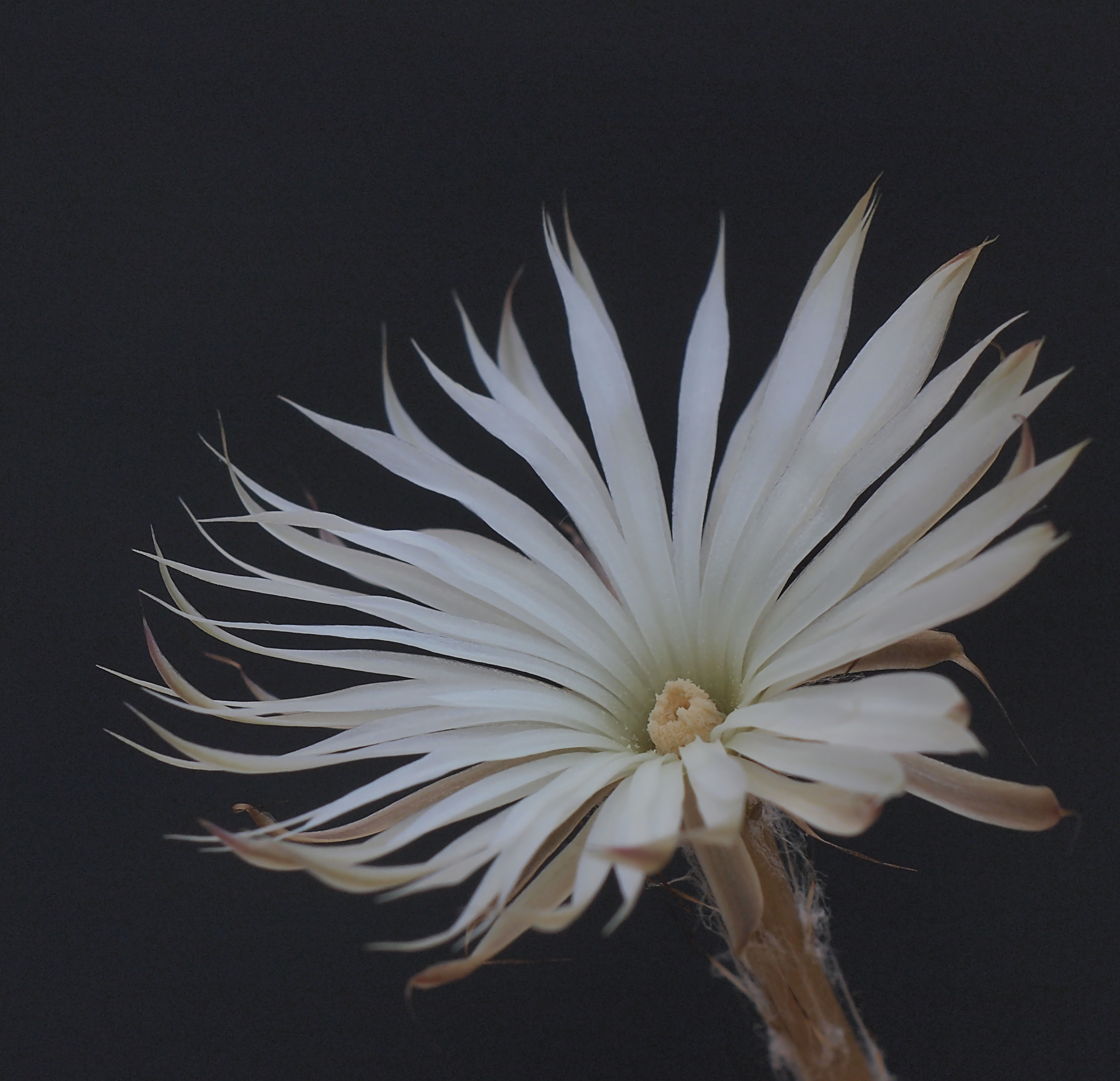
Vista de la flor

## Descripción
Echinopsis mirabilis crece de forma individual. El tallo es cilíndrico, de color café muy oscuro o parduzco con brotes parduzco verdoso que alcanzan de 12 a 15 centímetros de altura con 2 cm de diámetro. Tiene once costillas que son ligeramente onduladas. La  columna central con areolas con espinas rectas  de 1 a 1,5 centímetros de largo. Las 9 a 14 espinas radiales son delgadas y rectas. Las flores son tubulares estrechas y blancas que aparecen cerca de las puntas de los brotes y con un olor bastante desagradable. Miden de 11 a 12 cm de largo.  Los frutos alcanzan un diámetro de 0,6 a 1 cenm y 3,5 a 4 cm de largo.

## Distribución y hábitat
Echinopsis mirabilis se encuentra en las provincias argentinas de Santiago del Estero, San Juan, La Rioja y Mendoza, donde es común entre los arbustos en las tierras bajas desde los 500 a 1000 metros de altitud.

## Taxonomía
Echinopsis mirabilis fue descrita por  Carlos Luis Spegazzini y publicado en Anales del Museo Nacional de Buenos Aires 4: 489. 1905.
Etimología
Ver: Echinopsis
mirabilis epíteto latíno que significa "maravilloso, extraordinario"
Sinonimia
- Acanthopetalus mirabilis (Speg.) Y.Itô
- Arthrocereus mirabilis (Speg.) W.T.Marshall
- Arthrocereus mirabilis var. gracilior (Backeb.) Donald
- Setiechinopsis mirabilis Backeb. ex de Haas
- Setiechinopsis mirabilis var. gracilior Backeb.[4]